# Kâhta
Ne doit pas être confondu avec Katha.
Kâhta est une ville et un district de la province d'Adıyaman en Turquie.